# Nikujärvi
Nikujärvi är en sjö i Kiruna kommun i Lappland och ingår i Torneälvens huvudavrinningsområde. Sjön har en area på 0,588 kvadratkilometer och ligger 332,1 meter över havet. Nikujärvi ligger i Ripakaisenvuoma Natura 2000-område.

## Delavrinningsområde
Nikujärvi ingår i det delavrinningsområde (753233-175291) som SMHI kallar för Utloppet av Nikujärvi. Medelhöjden är 338 meter över havet och ytan är 1,74 kvadratkilometer. Det finns inga avrinningsområden uppströms utan avrinningsområdet är högsta punkten. Vattendraget som avvattnar avrinningsområdet har biflödesordning 3, vilket innebär att vattnet flödar genom totalt 3 vattendrag innan det når havet efter 322 kilometer. Avrinningsområdet består mestadels av skog (49 procent) och sankmarker (11 procent). Avrinningsområdet har 0,59 kvadratkilometer vattenytor vilket ger det en sjöprocent på 34 procent.